# Bocal aux poissons rouges
Bocal aux poissons rouges (tj. Číše se zlatými rybkami) je francouzský krátký film z roku 1895. Režisérem je Louis Lumière (1864–1948). Film trvá necelou minutu a zobrazuje několik zlatých rybiček v kulatém akváriu. Jedná se tak o jeden z prvních dokumentárních filmů o zvířatech.
Lumière natočil zlaté rybičky také ve filmu La Pêche aux poissons rouges, ve kterém se na ně dívá a snaží se je chytit malé dítě. Zachycení osvětlení vody akvária slunečními paprsky udělalo velký dojem na Fritze Langa během promítání v Cannes na počest ke stému výročí Lumièrova narození.